# Bernard Cheynel
Bernard Cheynel, né le 30 novembre 1942 à Vichy et mort le 23 novembre 2021 à Caen, est un homme d'affaires français, connu pour son rôle d'intermédiaire dans des contrats internationaux, notamment pour l'industrie de l'armement. Il est connu pour être le plus important marchand d'armes indépendant français du début des années 2000.

## Biographie
Ancien élève et entraîneur du Haras national du Pin, il se lance dans les affaires par hasard avec le parrainage du patron des services secrets extérieurs français Alexandre de Marenches. En 1978, il devient proche de l'ayatollah Khomeini qui est alors en exil en France à Neauphle-le-Château. Il s'engage dès lors dans la révolution iranienne et devient un intime de Sadegh Ghotbzadeh et de Ali Akbar Velayati.
Il épouse en 1981 malgré une forte opposition de son futur beau-père la princesse Isabelle Davallou-Kadjar, descendante de la dynastie éponyme et proche du shah d'Iran, Mohammad Reza Pahlavi.

## Affaires

### Débuts en Iran
En 1980, à la suite d'un appel de Marcel Dassault qui lui demande de l'aider à pénétrer le marché iranien, il permettra de sceller la vente à l'Iran de soixante Alpha Jet. 

### Contrat Cougar
En novembre 1993, il orchestre la vente de 17 hélicoptères Cougar au ministère de la défense néerlandais pour un montant total de 1,4 milliard de franc de l'époque.

### Affaire Karachi
En 1995, à la suite d'une entrevue avec le premier ministre pakistanais Benazir Bhutto, il informe Jacques Oudin, à l'époque trésorier du Rassemblement pour la République et proche de Jacques Chirac de possibles malversations visant à financer la campagne d'Édouard Balladur grâce à un système de rétrocommissions sur le contrat de vente de sous-marins au Pakistan auquel a participé Ziad Takieddine,.

### Contrat Mirsip
En 1988, il est intermédiaire dans la vente de 46 hélicoptères Agusta à l'armée belge pour 225 millions de dollars. Vente dans laquelle Serge Dassault est mise en examen dans le cadre de soupçons de corruptions. Bernard Cheynel qui ne sera pas inquiété dans cette affaire révélera néanmoins en 2014 avoir versé 4 millions de dollars en espèce de pots-de-vin au Parti socialiste belge dirigé alors par Guy Spitaels.

### Affaire libyenne
Il est considéré comme un pionnier dans la conquête du marché de l'armement libyen sous embargo de 1992 à 2004[réf. nécessaire]. Il s'y rend dès 1997 en tant qu'agent du groupe Thomson-CSF et négocie le contrat de modernisation des Mirage F1.
Dès 2004, il se retrouve en concurrence avec les hommes d'affaires Ziad Takieddine et Alexandre Djouhri qui s'appuient sur leurs réseaux politiques en France pour l'écarter du juteux marché libyen.

### Activités de conseil
Grâce à son expérience dans le domaine de l'armement, Bernard Cheynel a exercé des missions de lobbying et de conseil pour différents gouvernements dans le monde y compris européens. Il œuvrait notamment à « rendre propres » les contrats en empêchant les versements de rétrocommissions, notamment pour les hommes politiques français, ce qu'il a érigé en principe dès son entrée dans le milieu de l'armement sous le parrainage d'Alexandre de Marenches.

## Relations avec des personnalités politiques étrangères

### Algérie
Bernard Cheynel a su se bâtir un réseau politique conséquent dans les pays qu'il a sillonné. En 1981, il devient conseiller spécial du président algérien Chadli Bendjedid et permet la reconnaissance de la République arabe sahraouie démocratique par le Liberia dirigé alors par Samuel Doe. Avec Pierre Falcone, il est considéré comme étant un des rares hommes d'affaires français à avoir ses entrées auprès du pouvoir et des services algériens.

### Pakistan
Proche de Benazir Bhutto, c'est grâce à ses liens avec elle qu'il contribuera à la vente de sous-marins au Pakistan. Étant averti par Benazir Bhutto de possibles commissions occultes à la suite de l'imposition comme intermédiaire de Ziad Takieddine par Édouard Balladur et François Léotard, il révèle l'affaire Karachi.

### Iran
En 1978, il devient proche de l'Ayatollah Khomeini alors en exil en France à Neauphle-le-Château. Il contribue à la Révolution iranienne sous l’œil bienveillant du patron des services extérieurs français Alexandre de Marenches. Il deviendra intime de Sadegh Ghotbzadeh et de Ali Akbar Velayati, ministre des affaires étrangères iranien de 1981 à 1997 et proche conseiller de l'ayatollah Khamenei.